# Palmyrène
La Palmyrène (en grec ancien : Παλμυρηνή / Palmurēnḗ) désigne la contrée de Syrie dont Palmyre était la capitale. Selon Pline l'Ancien, le territoire de Palmyre confinait à celui d'Émèse (aussi appelé « l'Émésène »). Daniel Schlumberger découvrit une borne à Qasr el-Heir el-Gharbi en 1936, érigée sous Hadrien (117-138) ou l'un de ses successeurs et portant l'inscription ci-après reproduite :
       Fin[es]
       inteṛ
Hadriano[s]
Palmyrenos
           et
[He]ṃesenos